# 74

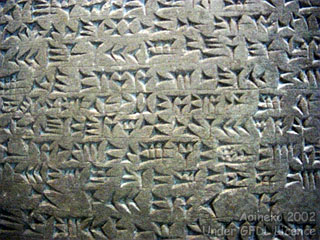
Spijkerschrift (Neo-Assyrisch)

Het jaar 74 is het 74e jaar in de 1e eeuw volgens de christelijke jaartelling.

## Gebeurtenissen

### Italië
- In Rome worden Vespasianus Augustus (vijfde maal) en Titus Caesar Vespasianus door de Senaat herkozen tot consul van het Imperium Romanum.
- Keizer Vespasianus benoemt Sextus Julius Frontinus tot gouverneur van Britannia. In Hispania verleent hij alle bewoners het Romeins burgerrecht.

### Europa
- Het Romeinse leger verovert het Neckargebied (Zwarte Woud) en versterkt de Rijngrens (Limes) met fortificaties.

### Klein-Azië
- Keizer Vespasianus zuivert Cilicië van piraten.

### Mesopotamië
- Het laatste astronomisch kleitablet wordt in spijkerschrift opgesteld. Het Akkadisch, een al eeuwen oude Semitische taal verdwijnt.

### China
- Ban Chao voert een veldtocht tegen de Xiongnu (nomadenstammen in Mongolië), die de Chinese Muur en de Zijderoute bedreigen.